# Блонська Людмила Леонідівна
Людмила Леонідівна Блонська (нар. 9 листопада 1977, Сімферополь, Українська РСР , СРСР) — українська семиборка. Заслужений майстер спорту України. Чемпіонка світу в приміщенні (2006).

## Життєпис
Представляла спортивний клуб «Біола».
У складних відносинах з британською семиборкою Келлі Сотертон. Має доньку Ірину та сина Олександра.
Після анексії Криму Росією прийняла російське громадянство. У 2017 році вступила до руху Putin Team.. Нині працює старшим викладачем кафедри спорту і фізичного виховання Таврійської академії КФУ.

### Родина
Розлучена. Колишній чоловік Людмили — Вадим Коробенко (журналіст новин спорту).

## Спортивні досягнення
- 2005 — 23-та Універсіада, семиборстві , 1-е місце.
- 2006 — Чемпіонат світу, п'ятиборство — 1-е місце.
- 2007 — Чемпіонат світу, семиборство — 2-е місце.
- 2008 — Пекінська Олімпіада, семиборстві — 2-е місце; 22 серпня позбавлена цієї нагороди. Міжнародний олімпійський комітет ухвалив рішення дискваліфікувати Людмилу Блонську і позбавити її срібної олімпійської медалі за використання допінгу .

## Нагороди
- Медаль «За працю і звитягу» (2005) — за вагомий особистий внесок у розвиток і популяризацію фізичної культури і спорту в Україні, досягнення високих спортивних результатів на XXIII Всесвітній літній Універсіаді 2005 року в Ізмірі (Турецька республіка), зміцнення міжнародного авторитету Української держави.[5]